# Hartford (Iowa)
Hartford es una ciudad ubicada en el condado de Warren en el estado estadounidense de Iowa. En el Censo de 2010 tenía una población de 771 habitantes y una densidad poblacional de 288,45 personas por km².

## Geografía
Hartford se encuentra ubicada en las coordenadas 41°27′29″N 93°24′18″O / 41.45806, -93.40500. Según la Oficina del Censo de los Estados Unidos, Hartford tiene una superficie total de 2.67 km², de la cual 2.67 km² corresponden a tierra firme y (0%) 0 km² es agua.

## Demografía
Según el censo de 2010, había 771 personas residiendo en Hartford. La densidad de población era de 288,45 hab./km². De los 771 habitantes, Hartford estaba compuesto por el 97.41% blancos, el 0.65% eran afroamericanos, el 0.13% eran amerindios, el 0.52% eran asiáticos, el 0% eran isleños del Pacífico, el 0.52% eran de otras razas y el 0.78% pertenecían a dos o más razas. Del total de la población el 2.46% eran hispanos o latinos de cualquier raza.